# Chris Colfer
Christopher Paul Colfer (Clovis, 27 maggio 1990) è un attore, scrittore e cantante statunitense, noto principalmente per il ruolo di Kurt Hummel nella serie televisiva Glee, per il quale ha vinto il Golden Globe come miglior attore non protagonista. Nel 2011 è stato inserito nella lista delle 100 persone più influenti redatta ogni anno dalla rivista Time.
Colfer ha scritto, recitato e prodotto il suo primo film, Struck by Lightning, che ha debuttato nel 2012 al Tribeca Film Festival e dal quale ha tratto il libro omonimo. Il suo libro La terra delle storie - L'incantesimo del desiderio, il primo della sua serie di libri per bambini, è arrivato al primo posto nella classifica dei più venduti del New York Times.

## Biografia
Nasce a Clovis, California, da Karyn e Tim Colfer, è di discendenza irlandese. Ha frequentato la Clovis East High School. Dalla metà del settimo grado sino alla fine dell'ottavo è costretto a studiare a casa per colpa dei frequenti atti di bullismo, nonostante il supporto dei genitori. Ha una sorella più piccola, Hannah, che soffre di una grave forma di epilessia.
Durante il periodo del liceo partecipa al Speech & Debate program dove vince il titolo di Campione di dibattito,  stabilendosi al 9º posto alla Competizione Statale di Interpretazione Drammatica, frequenta il Club di Teatro, il National FFA Organization, è il presidente del Club di Scrittura, editore del giornalino scolastico e capo di Destination ImagiNation.
L'ultimo anno di liceo scrive, interpreta e dirige una parodia di Sweeney Todd intitolata Shirley Todd, in cui il sesso dei personaggi viene invertito. Una delle sue vere esperienze di scuola è stata successivamente trasformata in una sub-plot per il suo personaggio in Glee, quando gli insegnanti di scuola superiore gli negano la possibilità di cantare Defying Gravity dal musical Wicked, perché è tradizionalmente cantata da una donna.

## Carriera

### Primi lavori
Il suo primo ingaggio è nella produzione dello spettacolo West Side Story. Successivamente partecipa alla produzione teatrale di Tutti insieme appassionatamente nel ruolo di Kurt von Trapp, il figliastro della protagonista Maria von Trapp. L’interpretazione di Colfer di Kurt von Trapp è servita da ispirazione per Il nome del suo personaggio in Glee. 

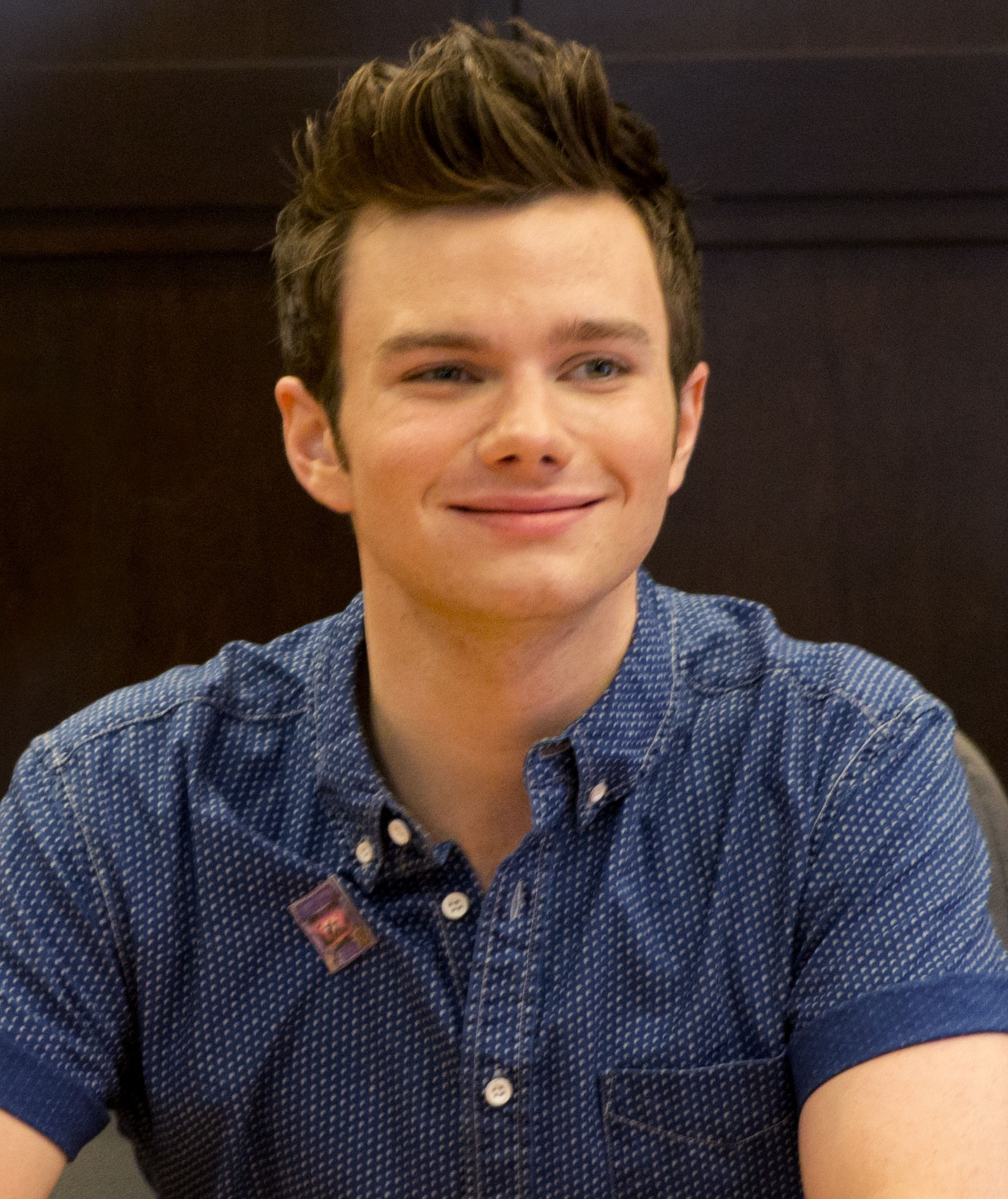
Chris Colfer nel 2013

All'età di diciotto anni debutta nel cortometraggio Russel Fish: The Sausage and Eggs Incident, dove interpreta il protagonista Russel Fish, un goffo studente che deve passare alcuni faticosi test per essere ammesso alla Harvard University.

### Glee
Nel 2009 ottiene il suo primo ruolo televisivo importante, fa parte del cast della serie televisiva della Fox Glee, dove interpreta il ruolo di Kurt Hummel. Colfer si presenta alle audizioni per il ruolo di Artie Abrams, che viene dato a Kevin McHale. Il creatore dello show Ryan Murphy, però, rimane così colpito dalle capacità di Chris che decide di creare un personaggio apposta per lui: Kurt (per via della partecipazione del giovane in Tutti insieme appassionatamente) Hummel (dal nome di una marca di bambole di porcellana, visto che Ryan, scherzando, all'audizione aveva detto che somigliava ad una bambola di porcellana e viene soprannominato così anche nella serie).
Per la sua interpretazione di Kurt, nel 2011, a soli vent'anni, vince un Golden Globe come miglior attore non protagonista. Viene anche nominato due volte consecutive agli Emmy come miglior attore non protagonista. Nel 2011 viene inserito nella lista delle 100 persone più influenti del mondo redatta ogni anno dal Time.
Colfer ha inoltre vinto un Teen Choice Award come migliore attore comico in una serie televisiva e tre People Choice Awards (2013/2014/2015).

### Altri lavori
Colfer è protagonista nel 2012 del film Struck by Lightning, scritto da lui stesso e prodotto insieme a David Permut (Youth in Revolt). Il film è stato girato durante la pausa degli impegni di Glee, nell'estate del 2011.
L'8 giugno 2011, Colfer firma un contratto per scrivere due libri per bambini, il primo, La terra delle storie - L'incantesimo del desiderio, è uscito nelle librerie il 17 luglio 2012, mentre il secondo La terra delle storie - Il ritorno dell'Incantatrice è uscito il 6 agosto 2013. Alla fine Colfer ha deciso di scrivere altri quattro libri per la stessa serie: La terra delle storie - L'avvertimento dei Grimm, La terra delle storie - Oltre i regni, La terra delle storie - L'Odissea di un autore e La terra delle storie - Lo scontro dei mondi. In seguito all'uscita di Struck by Lightning Colfer ha scritto il libro Struck by Lightning - The Carson Phillips Journal in correlazione al film e scritto un pilot per la Disney Channel The Little Leftover Witch. Colfer ha inoltre preso parte al play "8" assieme ad attori del calibro di George Clooney e Kevin Beacon.
Il 28 gennaio 2014 è stato annunciato che Colfer darà la voce al protagonista del film animato Robodog, diretto da Henry F. Anderson III. Le registrazioni per il film sono iniziate il 1º febbraio 2014. Il film è ora in post-produzione.
Il 17 marzo 2014 è stato rivelato che i produttori di Glee hanno chiesto a Chris di scrivere un episodio della quinta stagione. Colfer ha detto “Mi è stato chiesto in alcune interviste se avessi mai voluto scrivere un episodio di Glee e ho risposto ‘Assolutamente no, non è il mio mondo’. Non volevo interferire con uno stile diverso. Mi hanno detto ‘Vieni pure ad interferire’”. Il titolo dell’episodio è ‘Una Buona Causa’ ed è andato in onda per la prima volta in Italia il 20 maggio 2014. 
Sempre nel 2014 partecipa come guest-star nella sitcom Hot in Cleveland interpretando Tony, il figlio di Victoria.
Nel 2014 è stato annunciato che Colfer interpreterá Noel nel ruolo dell'attore inglese Noël Coward. Le riprese sarebbero dovute iniziare nel’estate del 2015 ma il progetto è stato posticipato. 
Nel 2016 ha interpretato il ruolo di Christopher nel film Absolutely Fabulous - il film. Il ruolo gli è stato offerto da Jennifer Saunders dopo che Chris l’ha invitata al Tour ‘Glee: live’ nel 2011. 
Nel 2017, Colfer ha annunciato di star sviluppando una nuova serie tv fantascientifica chiamata Indigo. La serie riguarderá i bambini indaco. Oltre a recitare nella serie, Colfer scriverà e dirigerà il pilota e ne sarà produttore esecutivo insieme a Keith Quinn and Rob Weisbach.

## Riconoscimenti
- Emmy Award
  - Outstanding Supporting Actor in a Comedy Series per Glee (2010) – candidatura
  - Outstanding Supporting Actor in a Comedy Series per Glee (2011) – candidatura
- Golden Globe
  - Best Performance by a Supporting Actor in a Series per Glee (2011)
- Screen Actors Guild Award
  - Outstanding Performance by an Ensemble in a Comedy Series per Glee (2010)
  - Outstanding Performance by a Male Actor in a Comedy Series per Glee (2011) – candidatura
  - Outstanding Performance by an Ensemble in a Comedy Series per Glee (2011) – candidatura
  - Outstanding Performance by an Ensemble in a Comedy Series per Glee (2012) – candidatura
  - Outstanding Performance by an Ensemble in a Comedy Series per Glee (2013) – candidatura
- Teen Choice Awards
  - Choice TV Male Scene Stealer per Glee (2010)
  - Choice TV Male Scene Stealer per Glee (2011) – candidatura
  - Choice Fashion Icon: Male (2011) – candidatura
  - Choice TV Actor: Comedy per Glee (2012)
  - Choice Fashion Icon: Male (2012) – candidatura
  - Choice TV Actor: Comedy per Glee (2013) – candidatura
  - Choice TV Actor: Comedy per Glee (2015) – candidatura
- People's Choice Award
  - Favourite TV Comedy Actor per Glee (2012) – candidatura
  - Favourite TV Comedy Actor per Glee (2013)
  - Favourite TV Comedy Actor per Glee (2014)
  - Favourite TV Comedy Actor per Glee (2015)
- Satellite Award
  - Best Actor in a Supporting Role in a Series per Glee (2009) – candidatura
  - Outstanding Supporting Actor in a Comedy Series per Glee (2010) – candidatura

## Filmografia

### Attore

#### Cinema
- Glee: The 3D Concert Movie, regia di Kevin Tancharoen (2011)
- Struck by Lightning, regia di Brian Dannelly (2012)
- Absolutely Fabulous - Il film (Absolutely Fabulous: The Movie), regia di Mandie Fletcher (2016)

#### Televisione
- Glee – serie TV, 116 episodi (2009–2015)
- Hot in Cleveland – serie TV, episodi 5x17–6x20 (2014–2015)

### Doppiatore
- Sansone (Marmaduke), regia di Tom Dey (2010)
- The Cleveland Show – serie TV, episodio 2x11 (2011)

### Sceneggiatore
- Struck by Lightning, regia di Brian Dannelly (2012)
- Glee – serie TV, episodio 5x19 (2014)

## Opere
- La terra delle storie - L'incantesimo del desiderio (The Land of Stories - The Wishing Spell) (2012)
- Struck by Lightning - The Carson Phillips Journal (2012)
- La terra delle storie - Il ritorno dell'incantatrice (The Land of Stories - The Enchantress Returns) (2013)
- La terra delle storie - L'avvertimento dei Grimm (The Land of Stories - A Grimm Warning) (2014)
- L'Albero Storto - The Curvy Tree (2015)
- La terra delle storie - Oltre i regni (The Land of Stories - Beyond The Kingdoms) (2015)
- The Mother Goose Diaries (2015)
- Queen Red Riding Hood's Guide to Royalty (2015)
- La terra delle storie - Odissea di un autore (The Land of Stories - An Author's Odissey) (2016)
- The Land of Stories: A Treasury of Classic Fairy Tales (2016)
- The Land of Stories - Worlds Collide (2017)
- Altro che Fanfiction (Stranger than Fanfiction) (2017)
- Trollbella Throws A Party (2017)
- The Land of Stories: The ultimate book hugger’s giude (2018)
- Una storia di magia (A tale of magic) (2019)
- A tale of witchcrafts (2020)
- Goldilocks: Wanted Dead Or Alive  (2021)
- A tale of sorcery  (2021)

## Doppiatori italiani
Nelle versioni in italiano dei suoi film, Chris Colfer è stato doppiato da:
- Jacopo Bonanni in Glee, Glee: The 3D Concert Movie, Absolutely Fabulous - Il film